# Provincia Chiriquí
| Provincia Chiriquí               | Provincia Chiriquí                        |
| -------------------------------- | ----------------------------------------- |
| Drapelul provinciei Chiriquí     |                                           |
| Informații generale              |                                           |
| Nume nativ                       | Provincia de Chiriquí                     |
| Țară                             | Panama                                    |
| Fondare                          | 26 mai 1849                               |
| Orașe                            |                                           |
| - Capitală                       | David (82.907 loc.)                       |
| - Coordonate                     | 8°26′0″N 82°26′0″V / 8.43333°N 82.43333°V |
| Suprafață                        |                                           |
| - Suprafață totală               | 6.490,9 km2                               |
| Cel mai înalt punct              | Vulcanul Barú (3.475 m)                   |
| Subdiviziuni                     |                                           |
| - Districte                      | 13                                        |
| - Corregimiente                  | 95                                        |
| Populație                        |                                           |
| - Totală                         | 416.873                                   |
| - Densitate                      | 64,2 loc./km2                             |
| - Etnonim                        | chirican/o, -a                            |
| Fus orar                         | UTC−5                                     |
| ISO 3166-2                       | PA-4                                      |
| Amplasarea de Chiriquí în Panama |                                           |

Chiriquí  este una din cele nouă provincii ale Republicii Panama și se află în sud-vestul a țării. Provincia are o suprafață de 6.490,9 km2 și o populație de peste 400.000 de locuitori.

## Geografie
Provincia Chiriquí se învecinează la vest cu Costa Rica, la nord cu provincia Bocas del Toro și cu Ngäbe-Buglé, la vest cu provincia Veraguas și la sud cu Oceanul Pacific. Capitala și cel mai mare oraș al provinciei este David cu peste 80.000 de locuitori. Alte orașe importante sunt La Concepción și Puerto Armuelles.
Plaja Las Lajas este unul din cele mai lungi plaje de nisip pe continentul american. În ultimul timp din ce în ce mai mulți turiști descoperă această plajă.

### Arii protejate
- Parque Nacional Vulcan Barú
- Parque Nacional Marino Golfo de Chiriquí
- Parque Internacional La Amistad

Parque Nacional Vulcan Barú (Parcul Național Vulcan Barú) se extinde pe o suprafață de peste 14.300 ha și înconjură vulcanul Barú, care este cu 3.475 m cel mai înalt punct a Republicii Panama. Parcul a fost fondat pe 24 iunie 1976.
Parque Nacional Marino Golfo de Chiriquí (Parcul Național Marin Golful de Chiriquí) se extinde pe o suprafață de peste 14.700 ha pe insula Parida și câteva insulițe înconjurătoare mai mici. Parcul național a fost fondat în 1994 pentru protejarea ecosistemului marin din Golful de Chiriquí.
Parque Internacional La Amistad (Parcul Internațional La Amistad) se extinde pe o suprafață de 567.845 ha în Panama (majoritatea în provincia Bocas del Toro și o parte în provincia Chiriquí) și Costa Rica. Partea panameză a parcului a fost fondat pe 6 septembrie 1988. Zona în care se află parcul a fost înscris în 1983 pe lista patrimoniului natural mondial UNESCO cu o extindere în 1990.

## Districte
Provincia Chiriquí este împărțită în 13 districte (distritos) cu 95 corregimiente (corregimientos; subdiviziune teritorială, condusă de un corregidor).
| District                | Suprafață [km2] | Corregimient | Cabecera (Reședință) |
| ----------------------- | --------------- | --- | -------------------- |
| Districtul Alanje       | 445,15          | Alanje, Divalá, El Tejar, Guarumal, Palo Grande, Querévalo, Santo Tomás, Canta Gallo, Nuevo México                                                                     | Alanje               |
| Districtul Barú         | 594,65          | Puerto Armuelles, Limones, Progreso, Baco, Rodolfo Aguilar Delgado | Puerto Armuelles     |
| Districtul Boquerón     | 295,25          | Boquerón, Bágala, Cordillera, Guabal, Guayabal, Paraíso, Pedregal, Tijeras                                                                                             | Boquerón             |
| Districtul Boquete      | 488,41          | Bajo Boquete, Caldera, Palmira, Alto Boquete, Jaramillo, Los Naranjos                                                                                                  | Bajo Boquete         |
| Districtul Bugaba       | 879,84          | La Concepción, Aserrío de Gariché, San Miguel del Yuco, Cerro Punta, Gómez, La Estrella, San Andrés, Santa Marta, Santa Rosa, Santo Domingo, Sortová, Volcán, El Bongo | La Concepción        |
| Districtul David        | 880,97          | David, Bijagual, Cochea, Chiriquí, Guacá, Las Lomas, Pedregal, San Carlos, San Pablo Nuevo, San Pablo Viejo                                                            | David                |
| Districtul Dolega       | 250,87          | Dolega, Dos Ríos, Los Anastacios, Potrerillos, Potrerillos Abajo, Rovira, Tinajas, Los Algarrobos                                                                      | Dolega               |
| Districtul Gualaca      | 625,84          | Gualaca, Hornito, Los Angeles, Paja de Sombrero, Rincón | Gualaca              |
| Districtul Remedios     | 175,58          | Remedios, El Nancito, El Porvenir, El Puerto, Santa Lucía | Remedios             |
| Districtul Renacimiento | 529,04          | Río Sereno, Breñón, Cañas Gordas, Monte Lirio, Plaza Kaisán, Santa Cruz, Dominical, Santa Clara                                                                        | Río Sereno           |
| Districtul San Félix    | 222,96          | Las Lajas, Juay, Lajas Adentro, San Félix, Santa Cruz | Las Lajas            |
| Districtul San Lorenzo  | 679,96          | Horconcitos, Boca Chica, Boca del Monte, San Juan, San Lorenzo | Horconcitos          |
| Districtul Tolé         | 479,15          | Tolé, Bella Vista, Cerro Viejo, El Cristo, Justo Fidel Palacios, Lajas de Tolé, Potrero de Caña, Quebrada de Piedra, Veladero                                          | Tolé                 |

## Galerie de imagini

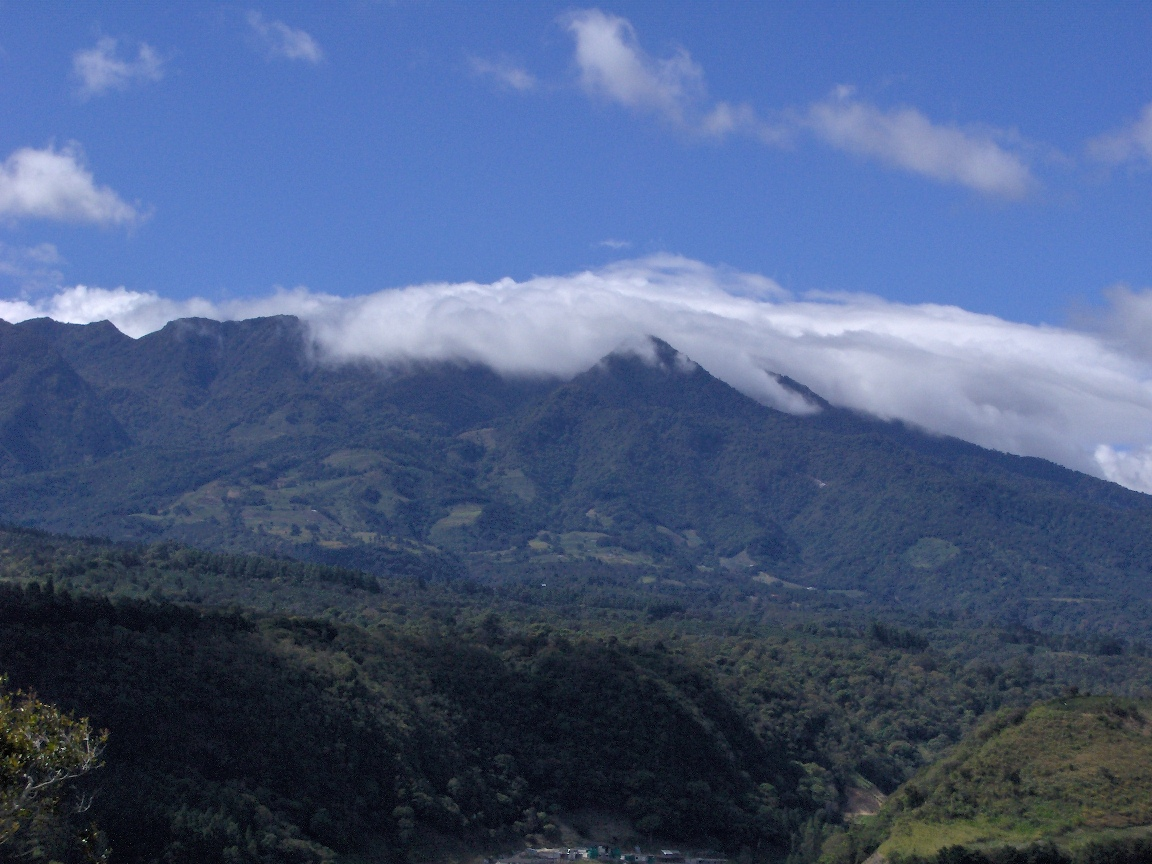
Vulcanul Barú
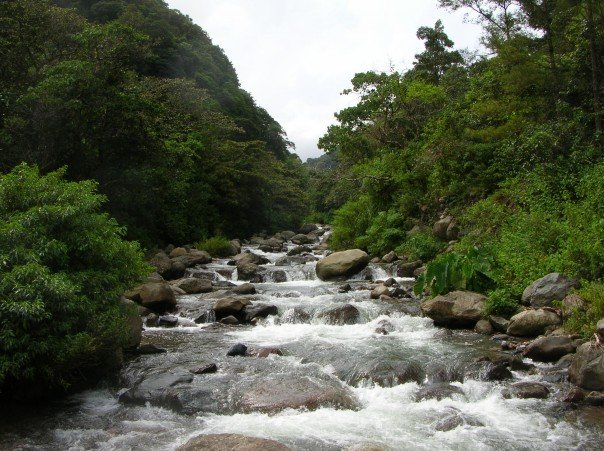
Râul Caldera în Parcul național vulcan Barú
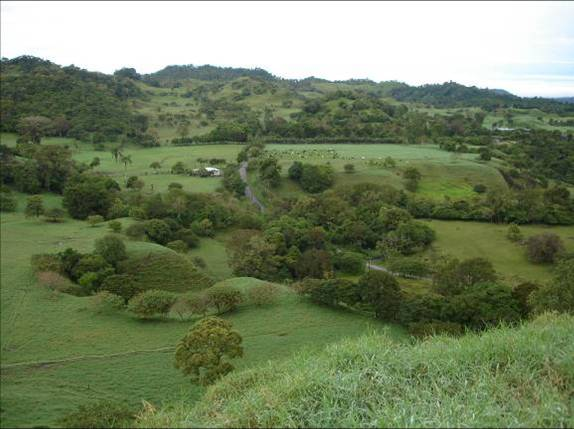
Situl arheologic Barriles
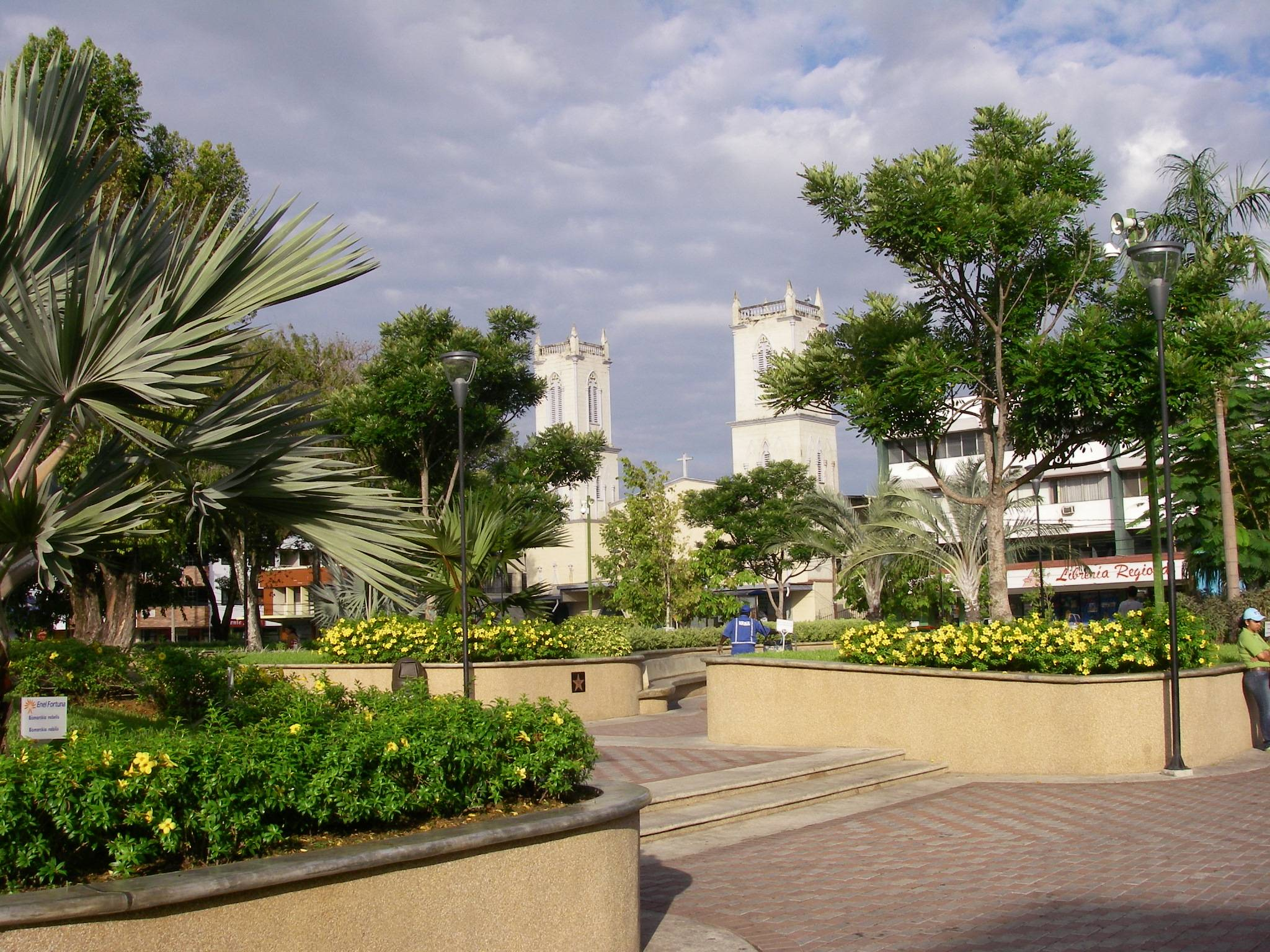
Orașul David
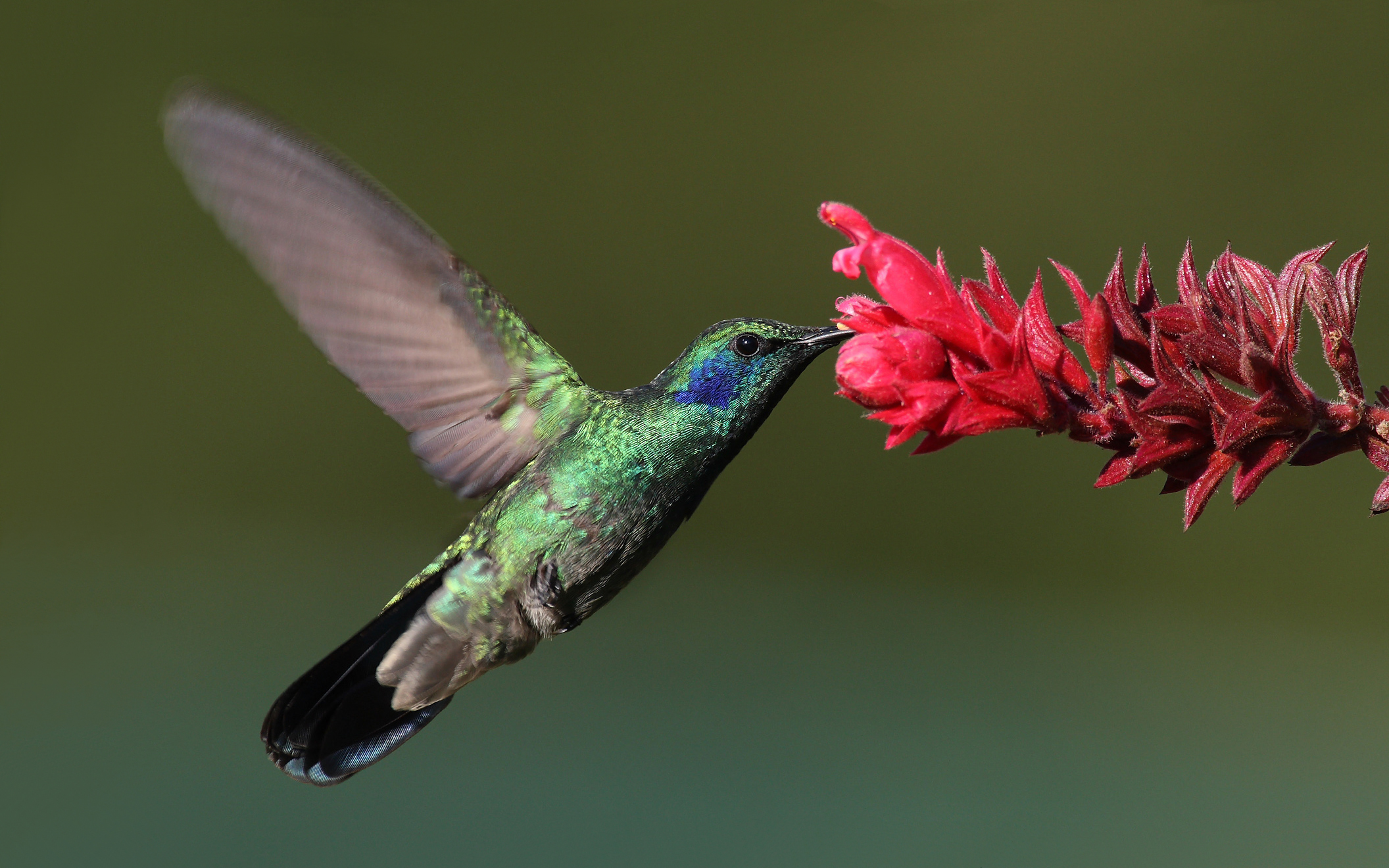
Colibri thalassinus
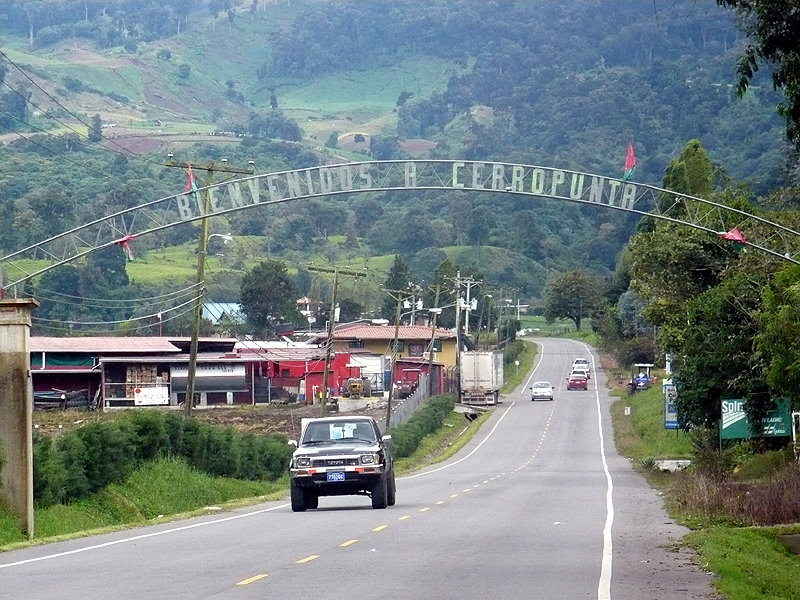
Intrare în Cerro Punta